# Anello gemino

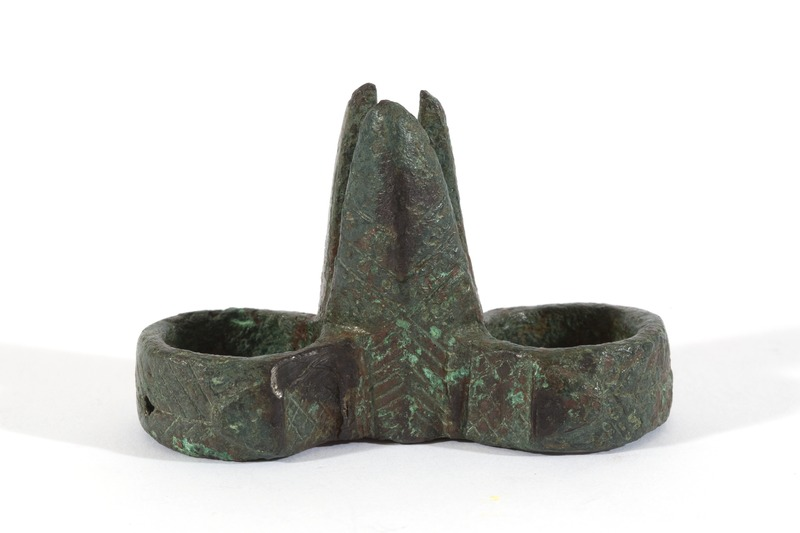
Anello gemino conservato nel Museo Bellini di Asola. Si ritiene che appartenga alla cultura di La Tène

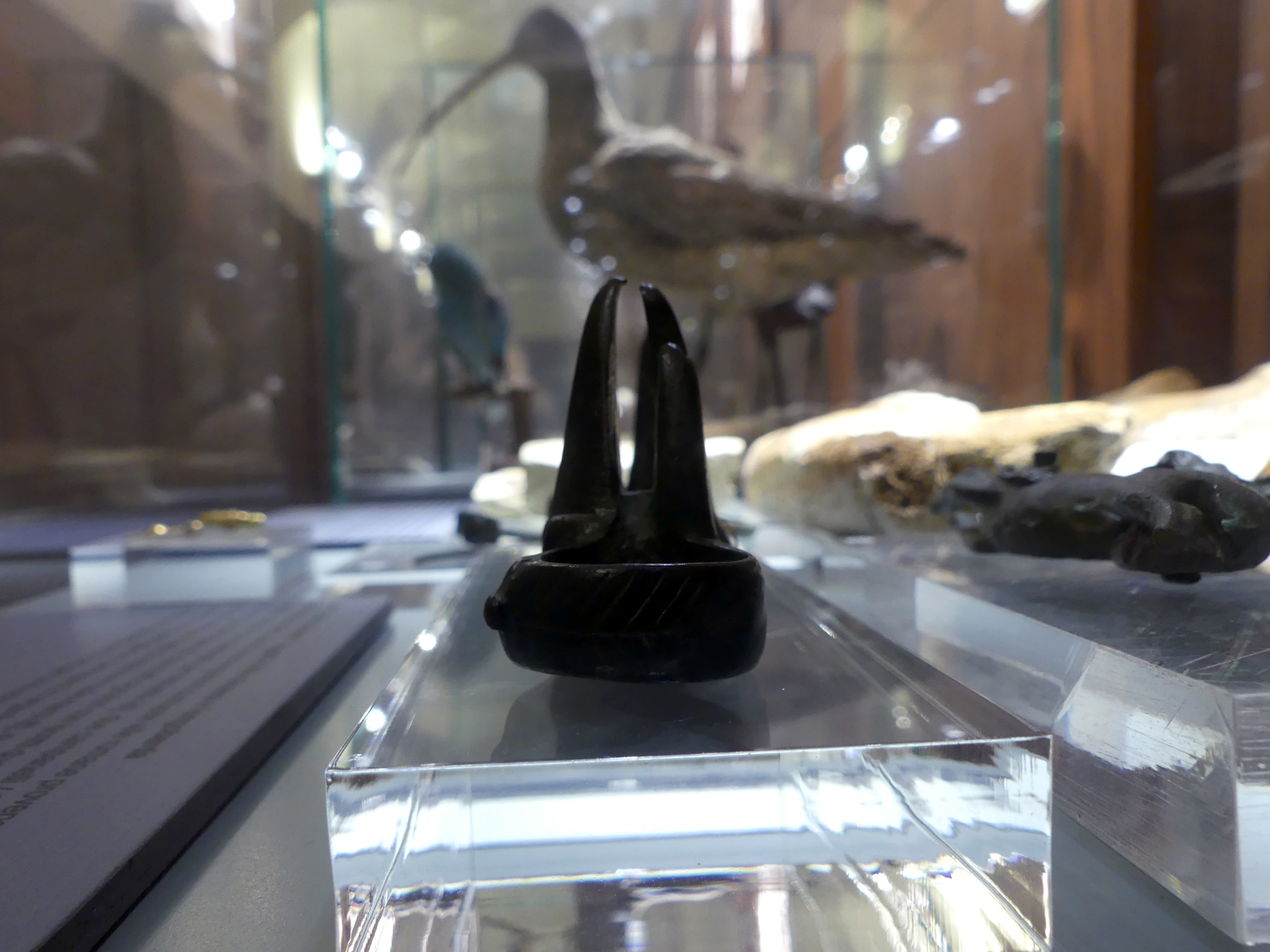
Vista laterale di uno degli anelli al Museo Scarabelli di Imola

Il nome di anello gemino è usato per indicare una tipo di oggetti, per lo più in bronzo, costituito da una coppia di anelli raccordati tra loro che presentano, nel collegamento, tre cuspidi. In alcune pubblicazioni sono anche indicati col nome di tendi-arco.
Oggetti con queste caratteristiche sono stati trovati in molti luoghi, dalla Scezia al Medio Oriente.
In Italia molti ritrovamenti provengono dalla Pianura Padana, tra cui il sito archeologico di Kainua nei pressi di Marzabotto, ed anche in ambito nuragico.
Degli anelli gemini cuspidati sono conservati presso il Museo archeologico di Cagliari, il Museo civico Goffredo Bellini di Asola, il Museo civico archeologico Anton Celeste Simonini di Castelfranco Emilia, al Museo civico di Lodi, nella collezione di E. Gorga del Museo Nazionale Romano, al Museo Claudio Faina di Orvieto, presso i Musei civici di Palazzo Farnese a Piacenza, al Museo archeologico della Valtidone di Pianello Val Tidone o ancora presso il Centro culturale Carlo Venturini di Massa Lombarda.
La forma particolare di questi oggetti e l'assenza di fonti ha spinto gli archeologi a formulare varie ipotesi per il loro utilizzo, che doveva essere altamente specializzato: se in molti casi vengono indicati come strumenti per proteggere le dita dell'arciere, da cui il nome alternativo di tendi-arco, sono stati indicati anche come reggi-briglia, forse usati per la bardatura dei cavalli.